# Hrabstwo Albert
Hrabstwo Albert (ang. Albert County, fr. Comté d'Albert) – jednostka administracyjna kanadyjskiej prowincji Nowy Brunszwik leżąca na południowym wschodzie prowincji.
Hrabstwo ma 28 846 mieszkańców. Język angielski jest językiem ojczystym dla 92,0%, francuski dla 6,5% mieszkańców (2011).